# Ligne de Reims à Fismes
 (septembre 2024).
La mise en forme du texte ne suit pas les recommandations de Wikipédia : il faut le « wikifier ».
Les points d'amélioration suivants sont les cas les plus fréquents. Le détail des points à revoir est peut-être précisé sur la page de discussion.
- Les titres sont pré-formatés par le logiciel. Ils ne sont ni en capitales, ni en gras.
- Le texte ne doit pas être écrit en capitales (les noms de famille non plus), ni en gras, ni en italique, ni en « petit »…
- Le gras n'est utilisé que pour surligner le titre de l'article dans l'introduction, une seule fois.
- L'italique est rarement utilisé : mots en langue étrangère, titres d'œuvres, noms de bateaux, etc.
- Les citations ne sont pas en italique mais en corps de texte normal. Elles sont entourées par des guillemets français : « et ».
- Les listes à puces sont à éviter, des paragraphes rédigés étant largement préférés. Les tableaux sont à réserver à la présentation de données structurées (résultats, etc.).
- Les appels de note de bas de page (petits chiffres en exposant, introduits par l'outil «  Source ») sont à placer entre la fin de phrase et le point final[comme ça].
- Les liens internes (vers d'autres articles de Wikipédia) sont à choisir avec parcimonie. Créez des liens vers des articles approfondissant le sujet. Les termes génériques sans rapport avec le sujet sont à éviter, ainsi que les répétitions de liens vers un même terme.
- Les liens externes sont à placer uniquement dans une section « Liens externes », à la fin de l'article. Ces liens sont à choisir avec parcimonie suivant les règles définies. Si un lien sert de source à l'article, son insertion dans le texte est à faire par les notes de bas de page.
- La présentation des références doit suivre les conventions bibliographiques. Il est recommandé d'utiliser les modèles {{Ouvrage}}, {{Chapitre}}, {{Article}}, {{Lien web}} et/ou {{Bibliographie}}. Le mode d'édition visuel peut mettre en forme automatiquement les références.
- Insérer une infobox (cadre d'informations à droite) n'est pas obligatoire pour parachever la mise en page.

Pour une aide détaillée, merci de consulter Aide:Wikification.
Si vous pensez que ces points ont été résolus, vous pouvez retirer ce bandeau et améliorer la mise en forme d'un autre article.
 (février 2025).
La ligne du Chemin de fer de la Banlieue de Reims (CBR), reliant Reims à Fismes, était un élément important du réseau ferroviaire local de la région de la Marne. Inaugurée le 20 mars 1903, cette ligne de voie métrique servait principalement à transporter les passagers et les marchandises. Elle double la ligne Reims – Soissons de la Compagnie des chemins de fer de l'Est ouverte le 16 avril 1862. Le trajet, en deux sections de Reims à Bouleuse et de Bouleuse à Fismes-Est pour un total de 43 km était réalisé (selon le livret Chaix de mai 1914) en 3h45’.

## Historique de la ligne

### La première guerre mondiale
Durant la Première Guerre mondiale, le réseau CBR a été gravement perturbé. Le trafic civil fut presque entièrement interrompu, mais certaines portions restèrent actives pour le transport militaire, notamment autour de Dormans et empruntant donc le tronçon commun entre Reims et Bouleuse.
Une partie du matériel roulant a subi des dommages importants, et la ligne a été utilisée pour transporter des troupes, des munitions et des provisions sur le front, notamment lors de l'offensive du Chemin des Dames en 1917.
La "voie de 60", une voie ferrée militaire d'étroite de 60 cm, a également été utilisée en complément, pendant la guerre pour les besoins logistiques de l'armée, notamment pour le ravitaillement en première ligne, bien que les interactions exactes entre le réseau CBR et cette voie militaire soient limitées à certains secteurs où les infrastructures se croisaient.

### Fin de la ligne
Après la guerre, l’exploitation de la ligne a repris difficilement en raison des dommages subis. La ligne Reims-Fismes a continué son activité pour les passagers jusqu’au 20 mai 1931, puis la section Bouleuse et Dormans ferme au trafic marchandises entre le 31 décembre 1933, suivi vers 1939 de la section Villedommange – Fismes et enfin de la section Reims – Villedommange fin 1947.
Elle a été fermée en raison de la concurrence croissante du transport routier, de la baisse de rentabilité et des difficultés à moderniser les infrastructures.

## Parcours
Le parcours entre Reims et Fismes traversait en dehors de Reims : 
- Entrée dans Bezannes par l’actuelle Rue de Saint-Rémi, puis poursuit par la rue de Sacy,
- Sacy-Ecueil, Villedommange, Pargny-Jouy, Clairizet- Ste-Euphraise, Méry-Prémicy, Bouleuse , Tramery, Faverolles, Faverolles et Coëmy, Savigny-sur-Ardre, Sezy, Crugny, Courville, Saint Gilles, Fismes-Bel-Air et son terminus à Fismes-Est.

## Le tracé de l'ancienne ligne du CBR aujourd’hui
Aujourd'hui, le tracé de l'ancienne ligne du CBR est en partie utilisé pour des sentiers de randonnée :
- Boucle de Crugny à Saint-Gilles par Courville[2].

Les gares du CBR sont également utilisées pour du Géocaching.
Les gares ont été, soient revendu à des particuliers, soient détruites.

## Les bâtiments
Les bâtiments avaient une forme relativement standard, avec un rez-de chaussée destiné au service, un étage réservé au logement accessible par un escalier extérieur et une marquise coté voie.

### Gare de Bezannes,49° 13′ 20″ nord, 3° 59′ 35″ est
La gare de Bezannes est la propriété d’un particulier.

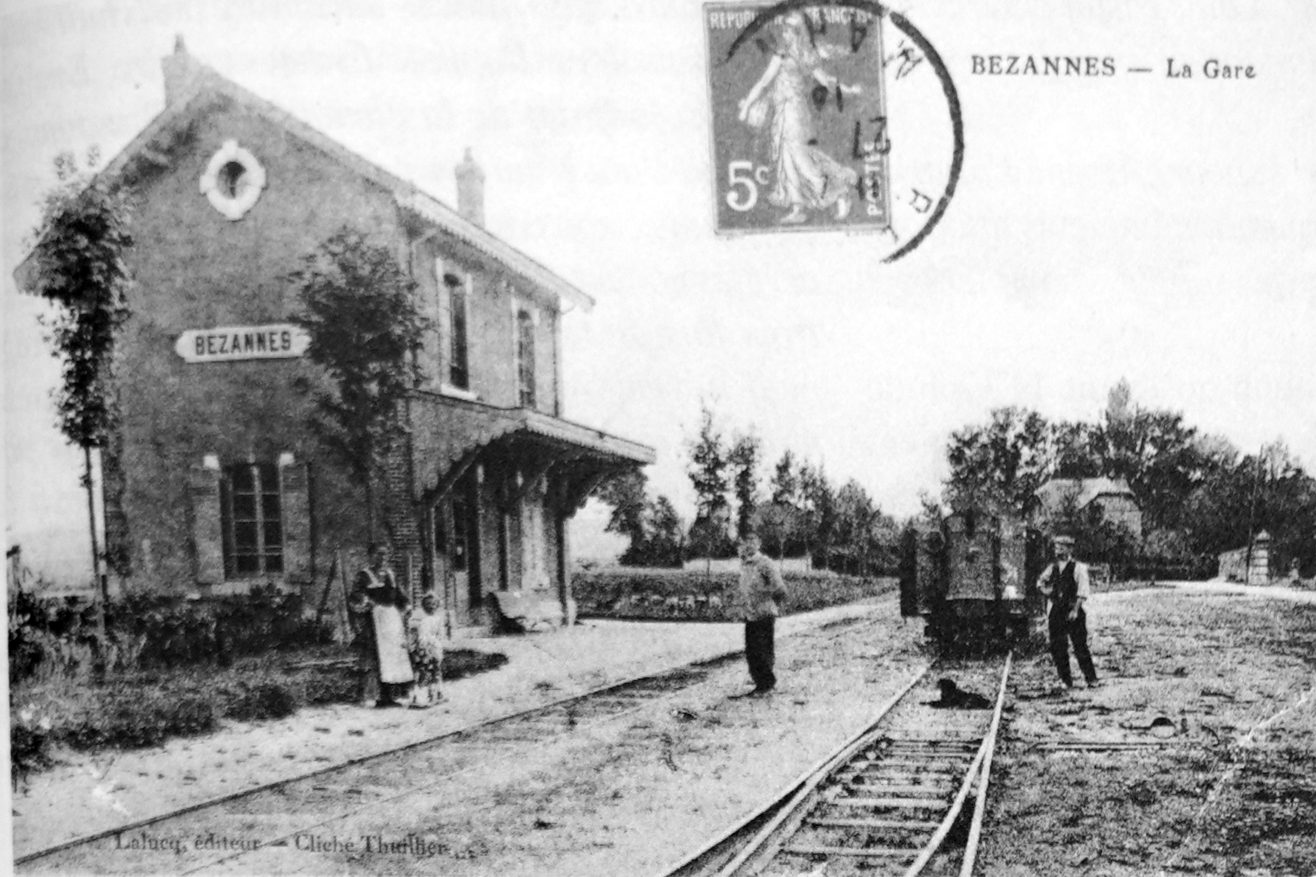
Gare de Bezannes.

### Gare deBouleuse
La gare BCR de Bouleuse était gare de bifurcation entre les lignes CBR de Reims / Fismes et Reims / Dormans.

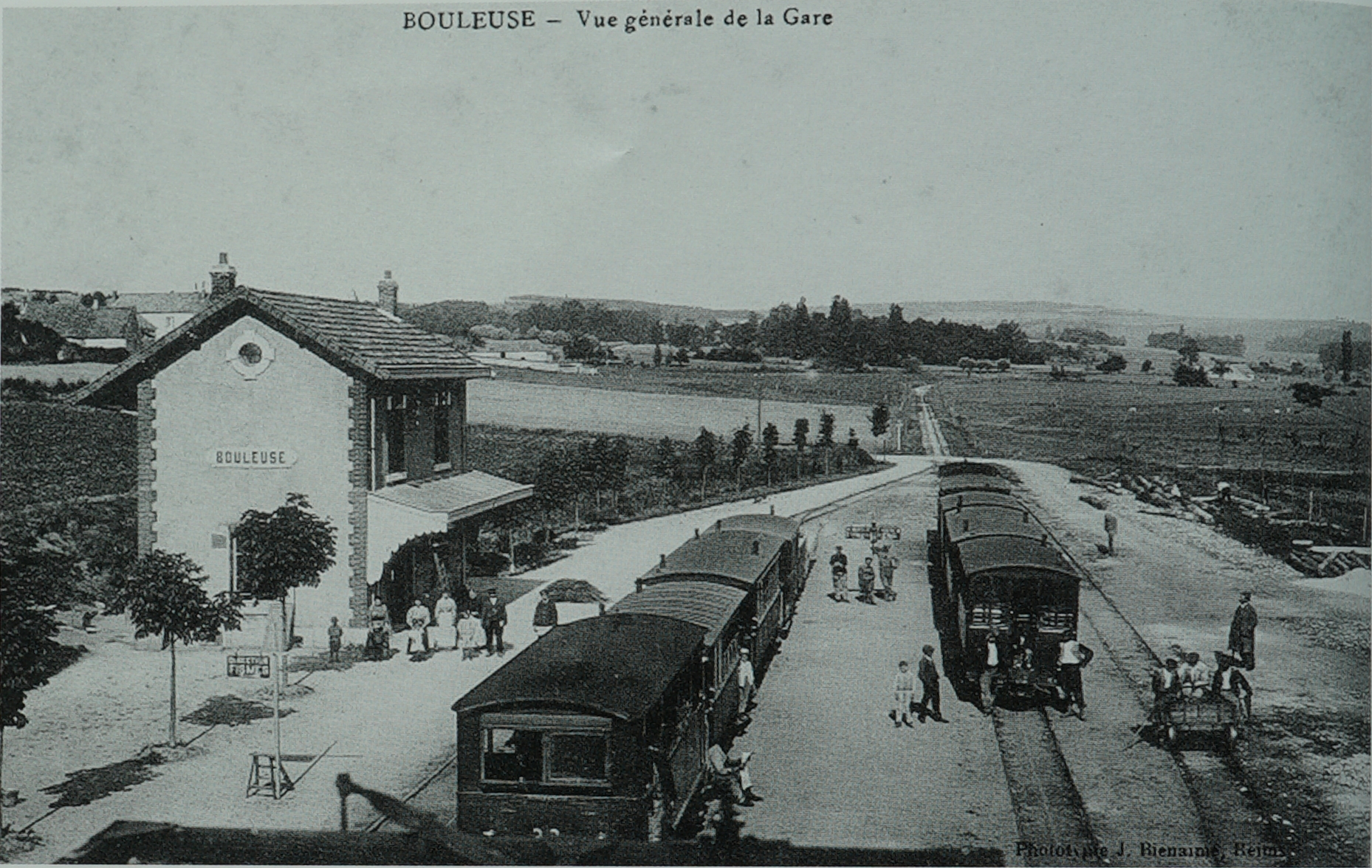
Gare CBR de Bouleuse.

### Gare de Savigny-sur-Ardre,49° 14′ 31″ nord, 3° 46′ 38″ est
La gare de Savigny-sur-Ardre est la propriété d’un particulier.

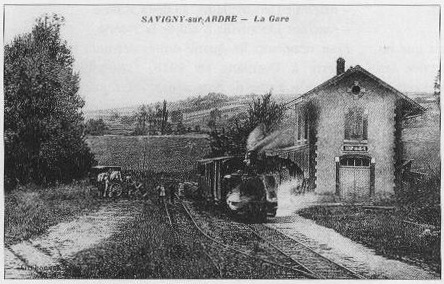
Gare CBR de Savigny-sur-Ardre.

### Gare de Serzy-et-Prin,49° 14′ 49″ nord, 3° 45′ 45″ est
Elle ne portait une plaque d'identification qu'avec la mention " Serzy".
La gare de Serzy-et-Prin est la propriété d’un particulier.

### Gare de Fismes-Est

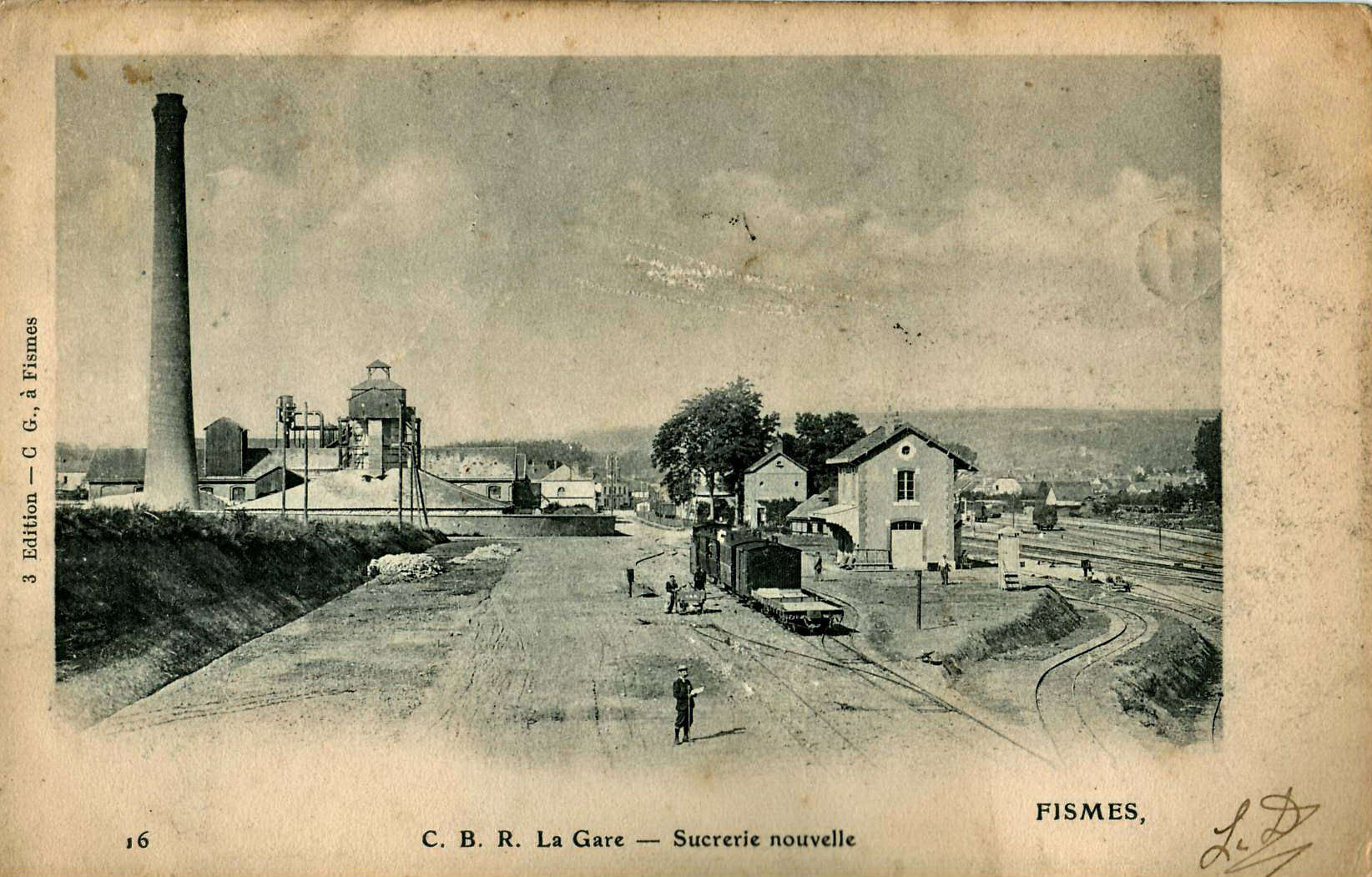
Gare de Fismes –Est et de l’embranchement de la sucrerie nouvelle.

## Exploitation
Cette ligne faisait partie d’un réseau plus large de chemins de fer à voie métrique d'intérêt local, exploitée par la « Société anonyme Française des Chemins de Fer de la Banlieue de Reims et extension (C.B.R.) » jusqu'en 1927, avant que la gestion soit reprise par la « Société générale des transports départementaux (SGTD) », puis la « Régie Départementale des Transports de la Marne (RDTM) » à partir de 1937.

## Évolution de la ligne
Ligne de Reims à Fismes : les lignes du CBR sont déclassées en 1948 et les terrains et bâtiments cédés aux communes.